# آنگ ریتا
آنگ ریتا (زادهٔ ۱۹۴۸ - درگذشته ۲۱ سپتامبر ۲۰۲۰) شرپایی بنام در زمینهٔ کوهنوردی بود که توانست ۱۰ بار قلهٔ اورست را بدون استفاده از کپسول اکسیژن صعود نماید و در این زمینه رکورددار باشد. از همین روی به او لقب «پلنگ برفی» را داده‌اند. او در سال ۱۹۹۰ و پس از ششمین صعود موفقیت‌آمیزش به اورست توانست در این زمینه رکوردی جهانی از خود بر جای بگذارد و پس از آن تا سال ۱۹۹۶ شمار صعودهای موفق خود را به عدد ۱۰ رساند.
ریتا در ۲۱ سپتامبر ۲۰۲۰ به دلیل کهولت سن درگذشت. 

## تاریخچه صعود به اورست
آنگ ریتا در طول ۱۳ سال از ۱۹۸۳ تا ۱۹۹۶ توانست بدون استفاده از کپسول اکسیژن، قلهٔ اورست را به شرح زیر فتح نماید: 
| ردیف | تاریخ صعود     | مسیر                        |
| ---- | -------------- | --------------------------- |
| ۱    | ۷ مهٔ ۱۹۸۳      | گردنهٔ جنوبی / یال جنوب شرقی |
| ۲    | ۱۵ اکتبر ۱۹۸۴  | ستون جنوبی                  |
| ۳    | ۲۹ آوریل ۱۹۸۵  | گردنهٔ جنوبی / یال جنوب شرقی |
| ۴    | ۲۲ دسامبر ۱۹۸۷ | گردنهٔ جنوبی / یال جنوب شرقی |
| ۵    | ۱۴ اکتبر ۱۹۸۸  | گردنهٔ جنوبی / یال جنوب شرقی |
| ۶    | ۲۳ آوریل ۱۹۹۰  | گردنهٔ جنوبی / یال جنوب شرقی |
| ۷    | ۱۵ مهٔ ۱۹۹۲     | گردنهٔ جنوبی / یال جنوب شرقی |
| ۸    | ۱۶ مهٔ ۱۹۹۳     | گردنهٔ جنوبی / یال جنوب شرقی |
| ۹    | ۱۳ مهٔ ۱۹۹۵     | گردنهٔ شمالی / یال شمال شرقی |
| ۱۰   | ۲۳ مهٔ ۱۹۹۶     | گردنهٔ جنوبی / یال جنوب شرقی |